# Sans tam-tam
Sans tam-tam est un roman épistolaire d'Henri Lopes paru aux éditions Clé à Yaoundé en 1977.

## Résumé
Gatsé est le personnage principal de l'œuvre ; il refuse la proposition qui lui est faite d'aller travailler à l'ambassade de France et préfère rester professeur dans un collège de la brousse à Brazzaville où il avait été relégué en raison de ses opinions opposées au régime,.

## Analyse
Dans ce roman comme dans d'autres de ses ouvrages, Henri Lopes dénonce la corruption des élites politiques africaines au détriment des populations, invitant le lecteur à envisager l'alternative  vers une meilleure gouvernance.  Dans l'objectif de cette évolution, les personnages féminins  qui luttent pour leur émancipation jouent un rôle essentiel selon l'auteur.